# Anschlag in Masar-e Scharif 2016
Der Anschlag in Masar-e Scharif 2016 war ein Sprengstoffanschlag von Taliban auf das deutsche Generalkonsulat in Masar-e Scharif in Afghanistan am 10. November 2016. Dabei starben mindestens sechs Menschen. Mindestens 128 Personen, darunter 19 Frauen und 38 Kinder, wurden verletzt. Laut Taliban sind die Anschläge eine Reaktion auf die Bombardierung der Klinik von Ärzte ohne Grenzen in Kundus im Oktober 2015 gewesen.

## Ablauf

### Donnerstag, 10. November 2016
Am Abend des 10. November 2016 griff ein Selbstmordattentäter mit einem Lkw das Gelände des deutschen Generalkonsulats in Masar-e Scharif an. Er steuerte den mit Sprengstoff beladenen Lkw vor die Mauer und das Tor des Konsulats, wo das Fahrzeug gegen 23:10 Uhr Ortszeit explodierte. Nach Angaben eines örtlichen Krankenhauses starben unmittelbar mindestens fünf Menschen und 120 wurden verletzt. Nach der Explosion wurde das Generalkonsulat nach Berichten der afghanischen Behörden von schwer bewaffneten Terroristen angegriffen. Erst nach längeren Schusswechseln und Kämpfen im Gebäude und auf dem Gelände des Generalkonsulats konnten die Angreifer zurückgeschlagen werden. Bei der Abwehraktion waren das eigene Sicherheitspersonal, afghanische Sicherheitskräfte sowie Sondereinsatzkräfte der Mission Resolute Support aus Belgien, Deutschland, Georgien und Lettland beteiligt. Das Gebäude des Konsulats wurde bei dem Anschlag schwer beschädigt.
Wie die Bild am Sonntag am 20. November 2016 nachberichtete, sei aus Diplomatenkreisen bekannt geworden, dass weitaus mehr deutsche Bundeswehrsoldaten bei der Rettung und Rückführungsoperation beteiligt waren als bislang bekannt. Demnach seien kurz nach der Lkw-Detonation deutsche Kampfretter der Luftwaffe und Soldaten des Kommandos Spezialkräfte (KSK) beim Generalkonsulat vor Ort gewesen. Die deutschen Einheiten seien die ersten Kräfte gewesen, die es zu den eingeschlossenen Diplomaten schafften. Während die Kampfretter die Diplomaten schützten und sicherten, durchsuchten die KSK-Soldaten das Gebäude. Anschließend, so berichtet die Bild am Sonntag, habe sich die gesamte Gruppe, unterstützt durch amerikanische Kampfhubschrauber und eine Überwachungsdrohne (Mikado) der Bundeswehr, nach draußen vorgearbeitet. Für die Kampfretter sei dies der erste Rettungseinsatz dieser Art gewesen.

### Freitag, 11. November 2016
Nach Aussage des Polizeichefs Saied Sadat wurde am 11. November 2016 gegen 06:00 Uhr ein zweiter Attentäter festgenommen. Bisher ist noch ungeklärt, wie viele Talibankämpfer an dem Angriff beteiligt waren.
Am Morgen des 11. November 2016 gegen 06:10 Uhr Ortszeit kam es zu einem weiteren Zwischenfall. Drei Motorradfahrer näherten sich mit hoher Geschwindigkeit dem deutschen Generalkonsulat. Trotz Signalmunition und Warnschüssen verlangsamten diese ihre Geschwindigkeit nicht, woraufhin Soldaten der Bundeswehr das Feuer eröffneten. Alle drei Angreifer wurden verwundet, zwei von ihnen tödlich.

## Hintergrund
Die Taliban übernahmen durch ihren Sprecher Sabiullah Mudschahid die Verantwortung für den Anschlag und begründeten diesen als eine Vergeltung an Deutschland. Nach Aussage des Talibansprechers trage Deutschland eine Mitschuld an einem US-Angriff während der Schlacht um Kundus, wo unter anderem am 3. Oktober 2015 bei der Bombardierung der Klinik von Ärzte ohne Grenzen in Kundus 30 Personen getötet wurden.
Auch nach dem Selbstmordanschlag am Samstagmorgen bekannte sich die radikal-islamistische Taliban zu dem Anschlag. Der Talibansprecher Sabihullah Mudschahid erklärte, es habe sich um einen Selbstmordanschlag gehandelt, in Reaktion auf die Bombardierung der Klinik von Ärzte ohne Grenzen in Kundus. 

## Reaktionen
Bundesaußenminister Frank-Walter Steinmeier verurteilte den Anschlag auf schärfste und kündigte Konsequenzen an. Inwieweit dies auf das weitere deutsche Engagement in Masar-e Scharif auswirkt, soll in einen Gremium besprochen werden. Gleichzeitig wurde im Auswärtigen Amt ein Krisenstab einberufen.
Die Flüchtlingsorganisation Pro Asyl forderte, die Abschiebung von Asylbewerbern nach Afghanistan zu stoppen; das Land sei nicht sicher.

## Folgen
Am 25. November wurde bekannt, dass das Auswärtige Amt das Generalkonsulat ins Camp Marmal der Bundeswehr außerhalb der Stadt verlegt. Das Gebäude des Generalkonsulat war beim Sprengstoffanschlag und den anschließenden Gefechten so sehr zerstört worden, dass eine Reparatur sinnlos sei. Zudem könne das Gebäude an einer belebten Straße in der Innenstadt von Masar-i-Scharif nicht wirksam geschützt werden. Bereits direkt nach dem Anschlag nahmen die Mitarbeiter des Generalkonsulat ihre Arbeit im Camp Marmal auf. Bei Vernehmungen des einzigen überlebenden Angreifers hat dieser ausgesagt, dass der mit Sprengstoff beladene Lastwagen mit Hilfe eines geringen Bestechungsgeldes durch mehrere Checkpoints rings um die Stadt geschleust wurde.